# Petter Bay
Die Petter Bay ist eine Bucht an der Ostküste von Coronation Island im Archipel der Südlichen Orkneyinseln. Sie liegt 800 m südlich des Spence Harbour.
Der britische Walfängerkapitän George Powell (1794–1824) und sein US-amerikanisches Pendant Nathaniel Palmer nahmen im Dezember 1821 eine grobe Kartierung der Küste um diese Bucht vor. Sie erscheint als Petters Bay auf Kartenmaterial des norwegischen Walfängerkapitän Petter Sørlle (1884–1933) aus dem Jahr 1912 und in korrigierter Form auf solchem von Sørlles Landsmann Hans Engelbert Borge (1873–1946), Kapitän des Walfängers Polynesia. Es ist wahrscheinlich, dass zuvor Borge die Benennung in Erinnerung an Petter Sørlle vorgenommen hatte.